# IMSAI 8048
IMSAI 8048 (8048) је кућни рачунар, производ фирме IMSAI који је почео да се израђује у Сједињеним Америчким Државама током 1977. године.
Користио је Intel 8048 као централни микропроцесор а RAM меморија рачунара 8048 је имала капацитет од 1 Kb (процесор) + 1 Kb (плоча).

## Детаљни подаци
Детаљнији подаци о рачунару 8048 су дати у табели испод.
|                       |                                 |
| [ 1 ]                 |                                 |
| Произвођач            |                                 |
| Тип                   | кућни рачунар                   |
| Меморија              | 1 (процесор) + 1 (плоча)        |
| Поријекло             | Сједињене Америчке Државе       |
| Година                | 1977                            |
| Тастатура             | 24 тастера, хексадецимална      |
| Процесор              |                                 |
| Фреквенција процесора |                                 |
| RAM                   | 1 (процесор) + 1 (плоча)        |
| ROM                   | 1 Kb. (processor)                 |
| Текст                 |                                 |
| Графика               |                                 |
| Боја                  |                                 |
| Звук                  | нема (доступно са S100 плочама) |
| Димензије             | 8,5 x 10 инча                   |
| Портови               |                                 |
| Оперативни систем     |                                 |